# Lejkowo (Malechowo)

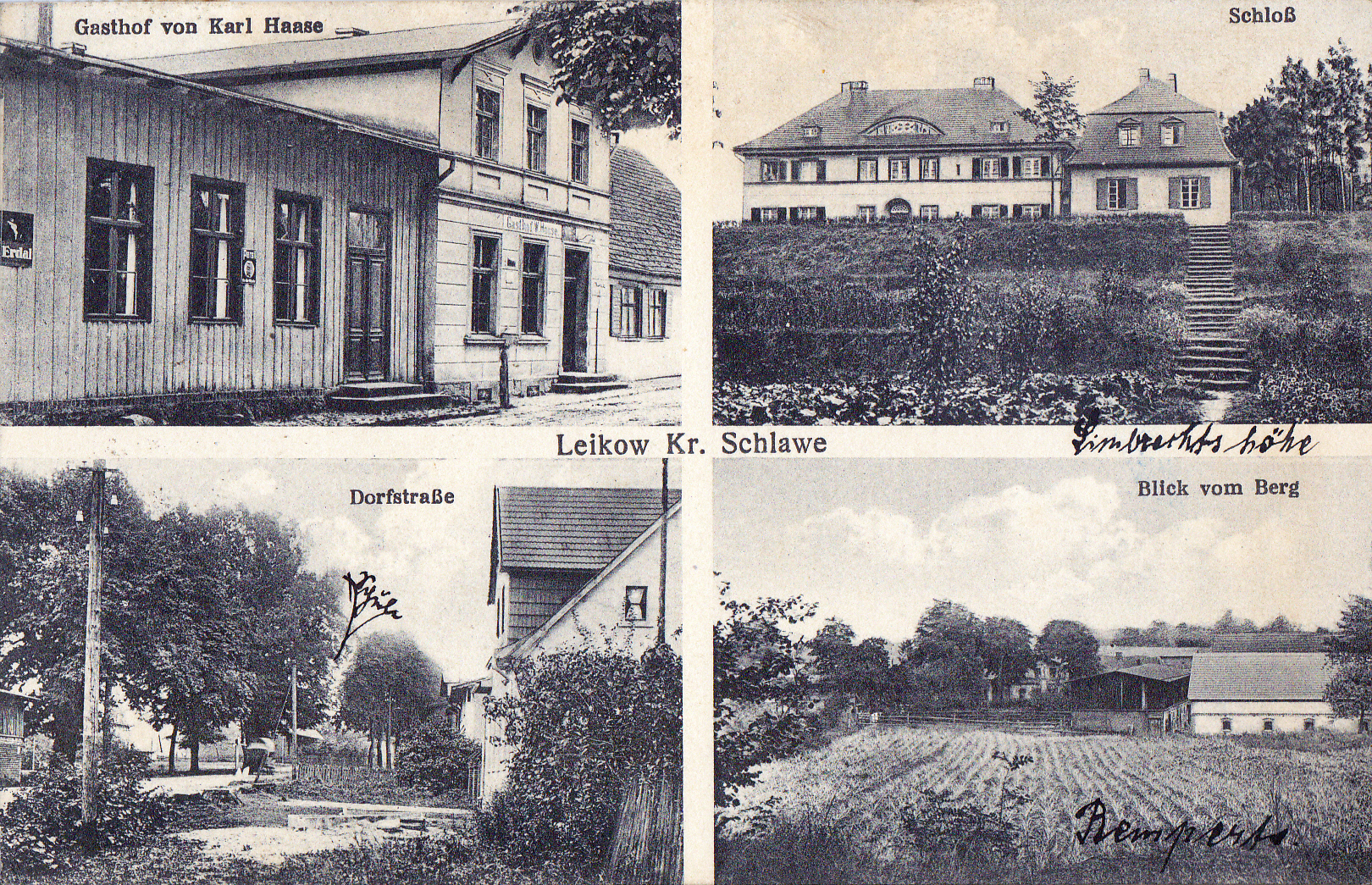
Postkarte aus den 1920er Jahren: Gasthof von Karl Haase; Schloß; Dorfstraße; Blick vom Berg.

Lejkowo [lɛi̯'kɔvɔ] (deutsch: Leikow, Kreis Schlawe in Pommern) ist ein Dorf in der polnischen Woiwodschaft Westpommern und gehört zur Gmina Malechowo (Malchow) im Kreis Sławno (Schlawe).

## Geographische Lage
Lejkowo liegt zwölf Kilometer südwestlich der Kreisstadt Sławno (Schlawe) an einem Talhang der Grabowa (Grabow). Die Straße Sławno – Bobrowiczki (Neu Bewersdorf) – Żegocino (Segenthin) – Jacinki (Jatzingen) – Polanów (Pollnow) führt durch den Ort und kreuzt hier die Nebenstraße Ratajki (Ratteick) – Sierakowo Sławieńskie (Zirchow) – Zielenica (Söllnitz) – Nowy Żytnik (Neue Mühle) an der Woiwodschaftsstraße 205 (Darłowo (Rügenwalde) – Sławno – Bobolice (Bublitz)).
Bis 1945 durchschnitt die Kleinbahnstrecke der Schlawer Bahnen von Schlawe (heute polnisch: Sławno) nach Pollnow (Polanów) die Feldmark mit Haltepunkten in Leikow und Borkow (Borkowo). Die Trasse ist heute noch teilweise erkennbar.
Das Dorf Lejkowo liegt auf einer flachwelligen Grundmoräne auf etwa 55 bis 75 Metern Höhe. Die höchste Erhebung ist der nahegelegene und früher so genannte Pottack (103 Meter).
Nachbargemeinden von Lejkowo sind im Westen Sulechowo (Groß Soltikow), im Norden Żegocino (Segenthin) und Podgórki (Deutsch Puddiger), im Osten Zielenica (Söllnitz), im Südosten Bożenice (Bosens) und im Süden Laski (Latzig) und Sierakowo Sławieńskie (Zirchow).

## Geschichte
Das verdichtete Straßendorf Leikow war ursprünglich um einen Gutshof angelegt und wurde später durch Aufsiedlung des Gutes erweitert. Bereits im 13. Jahrhundert wird es als zur Parochie Nemitz (heute polnisch: Niemica) gehörig erwähnt. Die Inhaber des Lehens im Mittelalter sind nicht bekannt.
Zeitweise war das Dorf im Besitz derer von Ramel. 1620 kaufte Joachim von Podewils auf Krangen (Krąg) 1 Bauern aus dem Konkurs der Familie von Rahmel zu Nemitz. In der Folgezeit wechselten die Besitzer häufig, und 1784 gelangt es schließlich mit 1 Vorwerk, 1 Wassermühle, 1 Ziegelei, 1 Schulhaus sowie 6 Bauern in den Besitz der Familie von Schlieffen, die dann im 20. Jahrhundert ihre Flächen aufsiedelte.
Im Zweiten Weltkrieg begann 1944 der Bau des sogenannten Ostwalls entlang der Höhen südlich der Grabow (Grabowa). Zwischen Leikow und Borkow wurde ein Panzergraben ausgehoben, und ein Laufgraben wurde bis nach Söllnitz (Zielenica) geführt. Diese nach Osten gesicherte Verteidigungsanlage wurde durch die Ereignisses wertlos, als von Westen kommend Truppen der Roten Armee am 2. März 1945 die Grabowlinie bei Leikow erreichten. Die Bevölkerung war einen Tag vorher auf die Flucht in Richtung Schlawe und Stolp gegangen, in der Hoffnung, eine Hafenstadt erreichen zu können. Doch in Wittstock nahe dem Garder See wurde der Treck von russischen Truppen eingeholt und nach Leikow zurückgetrieben. 
Die Dorfbewohner wurden am 1. September 1946 aus ihrem Dorf gewiesen, nachdem allmählich die Höfe in polnische Hand übergegangen waren. Leikow erhielt den Namen Lejkowo und gehört heute zur Gmina Malechowo im Powiat Sławieński in der polnischen Woiwodschaft Westpommern (bis 1998 Woiwodschaft Köslin).
Bis 1945 hatte Leikow mit den Wohnplätzen Borkow (Borkowo), Leikower Mühle (Lejkówko), Limbrechtshöhe und Limbrechtshof (Darskowo) dem Amtsbezirk Soltikow (Sulechowo) im Landkreis Schlawe i. Pom. im Regierungsbezirk Köslin angehört. Letzter Dorfbürgermeister war Karl Klatt. Auch standesamtlich war Leikow mit Soltikow verbunden, während das zuständige Amtsgericht in Schlawe war.

## Lejkówko (Leikower Mühle)
500 Meter nördlich von Lejkowo liegt die Siedlung Lejkówko (Leikower Mühle) im Tal der Grabowa (Grabow). Hier stand vor 1945 eine Mahlmühle. Ihr letzter Besitzer war Max Trotzke, der kurz vor Ende des Krieges von den Russen verschleppt wurde und verschollen ist.

## Kirche
Mit den Dörfern Klein Soltikow (heute polnisch: Sulechówko), Groß Soltikow (Sulechowo), Söllnitz (Zielenica), Nemitz (Niemica) und Borkow (Borkowo) gehörte Leikow vor 1945 zur Kirchengemeinde Klein Soltikow, die in das Kirchspiel Nemitz integriert war. Es lag im Kirchenkreis Rügenwalde (Darłowo) der Kirchenprovinz Pommern der evangelischen Kirche der Altpreußischen Union. Das Kirchenpatronat oblag der Familie von Schlieffen. Letzter deutscher Geistlicher war Pfarrer Martin Voßberg in Nemitz. Die Stelle eines speziellen Pfarrvikars für Leikow, der außerdem die zum Kirchenkreis Pollnow (Polanów) gehörenden Dörfer Zirchow (Sierakowo Sławieńskie) und Krangen (Krąg) betreute, war in den letzten Jahren vor Kriegsende nicht mehr besetzt.
Bis 1945 war das Dorf überwiegend evangelisch, heute gehören seine Einwohner meistenteils zur polnischen katholischen Kirche. Lejkowo ist in die Parafia Sulechówko im Bistum Koszalin-Kołobrzeg (Köslin-Kolberg) integriert. Die evangelischen Einwohner betreut das Pfarramt Koszalin (Köslin) in der Diözese Pommern-Großpolen in der Evangelisch-Augsburgischen (lutherischen) Kirche in Polen.

## Schule
Bereits im Jahre 1784 wird in Leikow eine Schule erwähnt. Bis 1945 hatte das Dorf ein einklassiges Schulgebäude mit Lehrerwohnung, das um 1900 erbaut war und in der Ortsmitte lag. Die letzten deutschen Lehrer waren Erich Lemke und Willi Bartelt.